# Östersjöcentrum

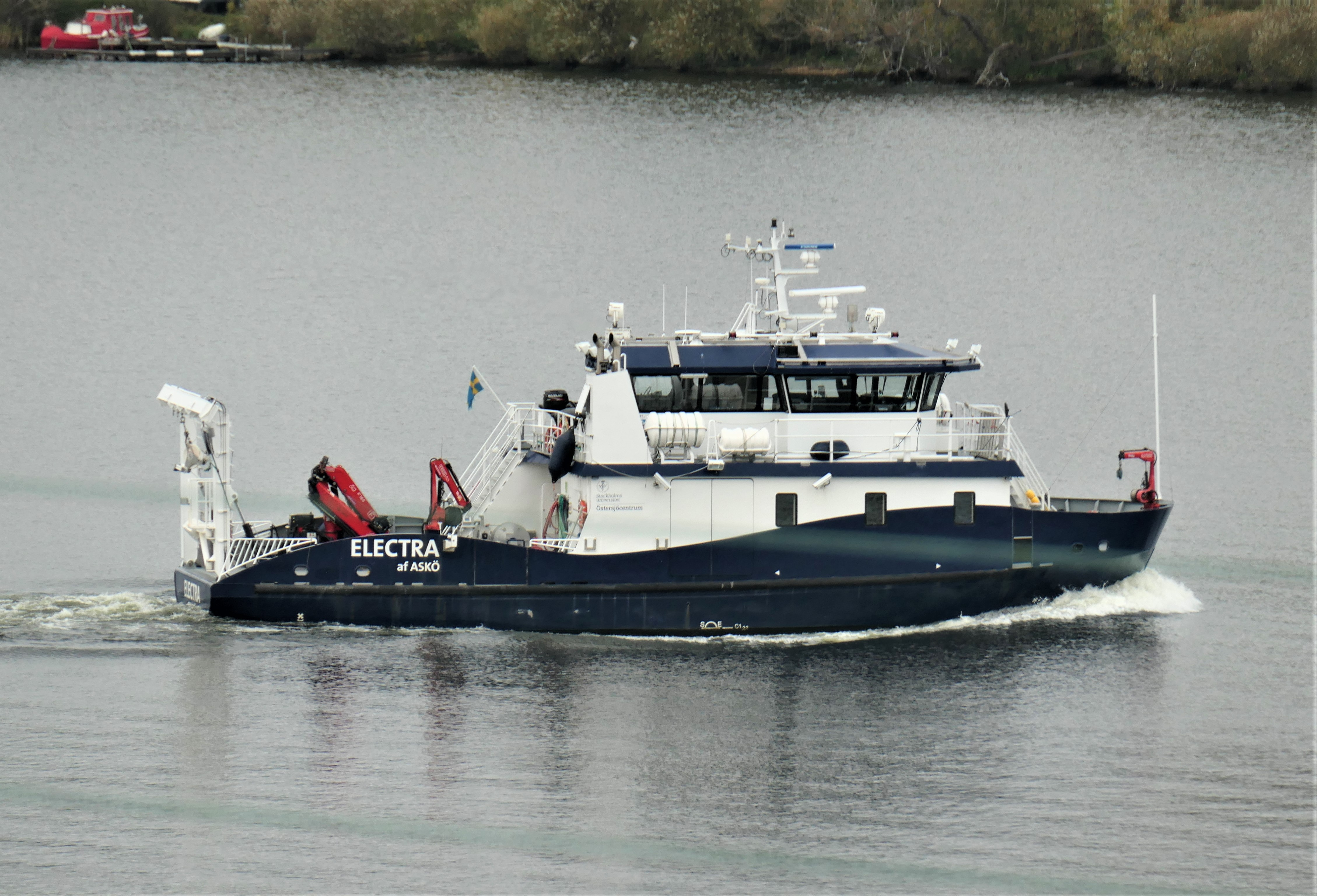
Forskningsfartyget R/V Electra af Askö på Mälaren i oktober 2021.

Östersjöcentrum inrättades 1 januari 2013 vid Stockholms universitet i syfte att stärka östersjöverksamhet vid lärosätet.

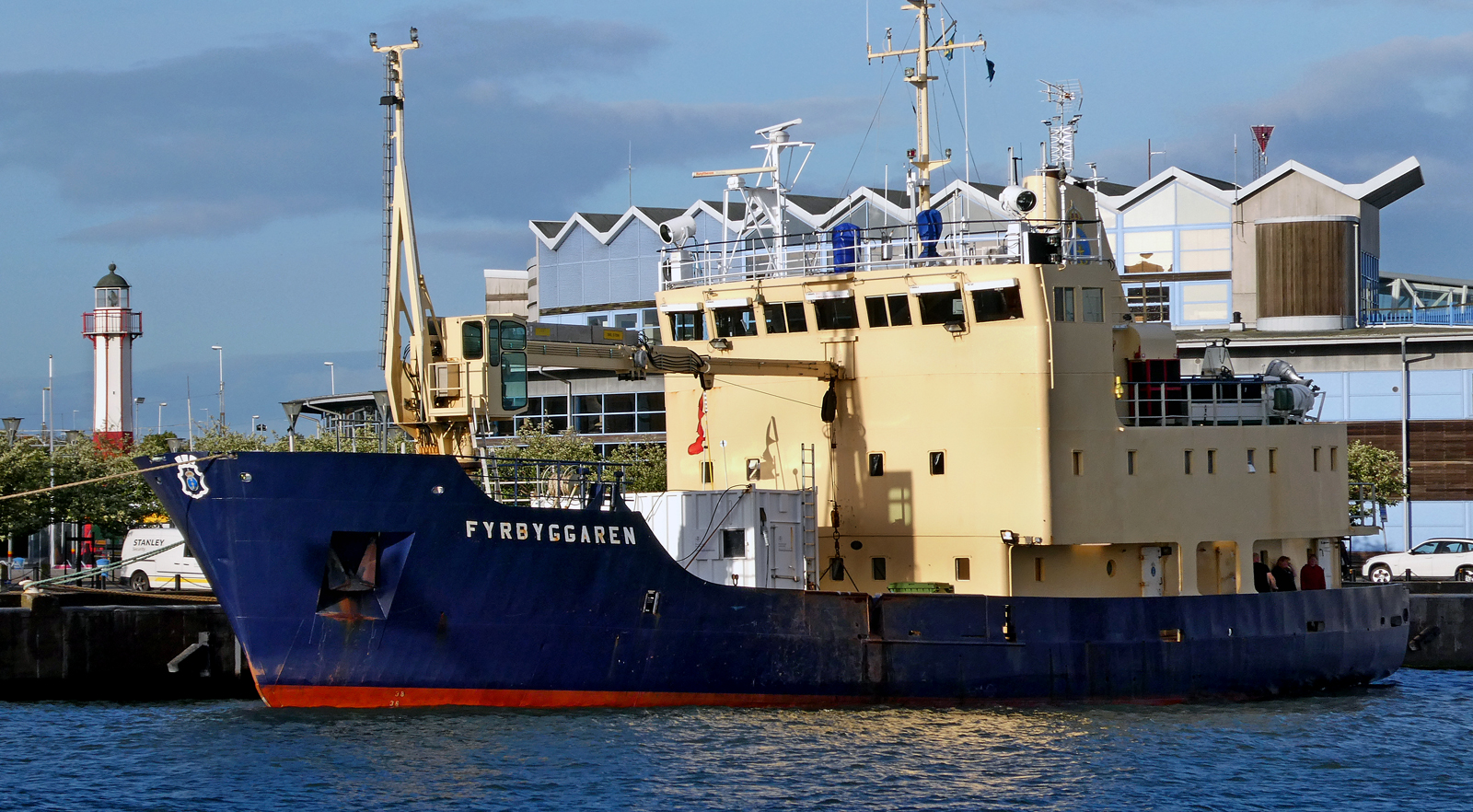
M/S Fyrbyggaren används för forskning av Östersjöcentrum. På bilden i Ystads hamn 6 juli 2020.

Östersjöcentrum är en sammanslagning av det internationella samarbetet Baltic Nest Institute och före detta Stockholms universitets marina forskningscentrum med Askölaboratoriet utanför Trosa. Det handhar Stockholms universitets uppdrag att delta i samarbetet inom Havsmiljöinstitutet. Dessutom ingår administrering av det strategiska forskningsprogrammet Baltic Ecosystem Adaptive Management. 
Forskning och utbildning om havet bedrivs inom ett tiotal institutioner inom Stockholms universitet och berör förutom Östersjön även andra svenska havsområden, tropiska hav och polarområdena.
På Östersjöcentrums fältstation Askölaboratoriet finns förutom några mindre motorbåtar fartygen R/V Electra och Nordic Sonar (katamaran). Det sistnämnda ska ersätta R/V Limanda, som funnits på Asköstationen sedan 1980-talet. Båtarna används för utbildning, forskning, miljöundersökningar och transporter till och från fältstationen.